# Piet Lieftinck

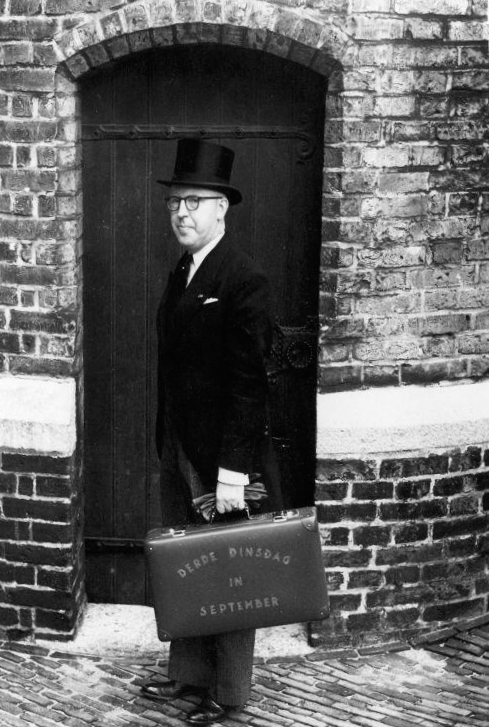
Minister Lieftinck met het koffertje op Prinsjesdag, 19 september 1950

Pieter (Piet) Lieftinck (Muiderberg, 30 september 1902 – Den Haag, 9 juni 1989) was een Nederlands ambtenaar, bestuurder, hoogleraar en politicus.

## Levensloop

### Privé
Piet Lieftinck werd geboren als zoon van de Nederlandse predikant Willem Hendrik Lieftinck en Gerarda Johanna van Hoolwerff. Lieftinck trouwde twee keer. Eerst huwde hij met Henriëtte Clasine Aldershoff op 14 maart 1932 te Utrecht en samen hadden ze drie dochters. De tweede keer trouwde hij met Elsa van der Voort van Zijp op 4 mei 1954 en samen hadden ze een dochter. Piet Lieftinck is verwant aan de Nederlandse politicus Franciscus Lieftinck. Piet Lieftinck woonde onder andere in Den Haag, Rotterdam en Washington.

### Loopbaan
Piet Lieftinck studeerde van 1919 tot 4 oktober 1927 Nederlands recht aan de Universiteit Utrecht. Daarna studeerde hij van 1929 tot 1930 economie aan de Columbia-universiteit in New York. Hij begon zijn carrière als ambtenaar bij het Ministerie van Economische Zaken, van 1931 tot 1933. Van 20 mei 1933 tot oktober 1934 was hij secretaris van de Economische Raad van het Ministerie van Economische Zaken. Daarna, van 1934 tot 1945, was hij werkzaam als hoogleraar economie aan de Nederlandsche Handels-Hoogeschool in Rotterdam.
Tijdens de Tweede Wereldoorlog was hij onder andere geïnterneerd in kamp Sint-Michielsgestel. Hier was hij een van de Heeren Zeventien.
Na de oorlog werd Lieftinck minister van financiën in de kabinetten Schermerhorn-Drees (1945–1946), het eerste kabinet Beel (1946–1948), het kabinet-Drees-Van Schaik (1948–1951) en het eerste kabinet Drees (1951–1952). Lieftinck was grotendeels verantwoordelijk voor de monetaire herinrichting van Nederland na de Tweede Wereldoorlog. Hij was onder andere verantwoordelijk voor de devaluatie van de gulden op 22 september 1949, waarbij deze dertig procent minder waard werd. Tevens was hij de naamgever voor het begrip 'het tientje van Lieftinck', de tien gulden die iedere Nederlander in de zomer van 1945 kon inwisselen tijdens een actie tegen zwart geld.
Lieftinck werd in 1955 executive director van het Internationaal Monetair Fonds en de Wereldbank.
Lieftinck behoorde voor de oorlog tot de linkervleugel van de Christelijk-Historische Unie, maar verhuisde in 1946 naar de Partij van de Arbeid, de partij die hij in 1971 verruilde voor Democratisch Socialisten '70.
In de naoorlogse jaren drukte Lieftinck zijn stempel op het overheidsbeleid, wat hem twee bijnamen opleverde: de Kei van de Kneuterdijk, maar ook De Grootste Boef van Nederland. Hij bracht in 1948 een nieuwe Muntwet tot stand, waarbij de gouden standaardmunten definitief werden afgeschaft. In hetzelfde jaar kreeg ook de nieuwe Bankwet gestalte.

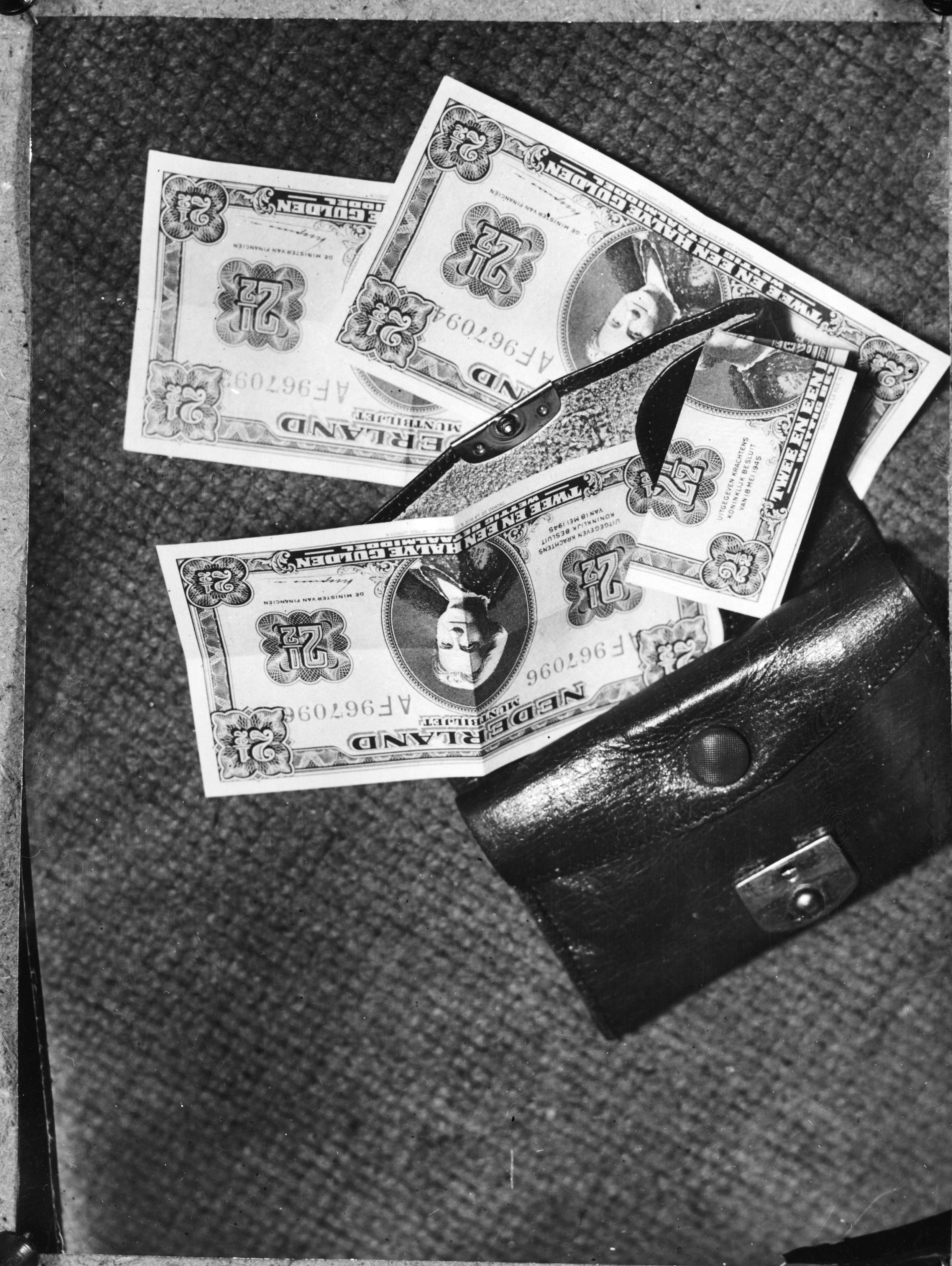
Het tientje van Lieftinck bestond uit biljetten van 1 en 2,5 gulden.

Lieftinck stond bekend om zijn enorme werklust. Hij werkte 's nachts door en hield dan ook stafvergaderingen. Over hem werd de volgende anekdote verteld: Een man die hij om een dubbeltje vroeg om met een vriend te kunnen telefoneren, zou tegen hem gezegd hebben:  'Neem er maar twee, dan kunt u ze allemaal bellen' .

## Nagedachtenis
Zijn werk en vooral de invoering van het tientje leidde ook tot waardering, wat onder meer tot uiting werd gebracht met een beeldje dat in 1991 werd onthuld in zijn geboorteplaats Muiderberg, ter nagedachtenis aan het tientje.

## Partijpolitieke functies
- Lid van het hoofdbestuur van de Christelijk-Historische Unie (1938–1939)

## Nevenfuncties
- Lid van de Hoge Raad van Arbeid
- Voorzitter van de vaste commissie ex art 8 van de Wet op het algemeen verbindend en onverbindend verklaren van ondernemersovereenkomsten
- Lid van de Centrale Commissie voor de Statistiek
- Lid van het politiek beraad, gijzelaarskamp 'Beekvliet' te Sint-Michielsgestel
- Lid van de Raad van Commissarissen van de Koninklijke Luchtvaart Maatschappij
- Adviseur van de regering van Suriname
- Adviseur van de Koninklijke Luchtvaart Maatschappij
- Adviseur van de hoofddirectie van de Centrale Rabobank

## Ridderorden
- Grootofficier in de Orde van Oranje-Nassau, 30 september 1952
- Commandeur in de Orde van de Nederlandse Leeuw, 1965
- Grootkruis in de Orde van Oranje-Nassau, 24 november 1976